# Olli und Molli Kindergarten
Olli und Molli Kindergarten ist eine speziell für Kinder von drei bis sechs Jahren und deren Eltern entwickelte, monatlich erscheinende Abonnementzeitschrift. Mit Olli und Molli Kindergarten sollen die Kinder durch Vorlesen ihren Wortschatz erweitern. Sie ist damit vom Alter her den Zeitschriften Olli und Molli, die sich an Grundschulkinder richtet, und Olli und Molli Vorschule, die sich mit den beiden anderen Zeitschriften überschneidet, vorgelagert.
Die Zeitschrift wird von dem zur Bayard-Gruppe gehörenden Sailer Verlag in Nürnberg herausgegeben.
Sie ist laut Zeitschriftendatenbank ein Nachfolger der Zeitschrift Hoppla. Das Konzept von Olli und Molli Kindergarten wird von der Stiftung Lesen als „pädagogisch wertvoll“ empfohlen.